# Patriotes per Europa
Patriotes per Europa (PE, de l'anglès Patriots for Europe) és una aliança de dreta populista que cerca formar un nou grup al Parlament Europeu en la seva X Legislatura. La fundació es va anunciar en roda de premsa el 30 de juny de 2024 pel Primer Ministre d'Hongria Viktor Orbán (Fidesz), l'ex-Primer Ministre txec Andrej Babiš (ANO), l'ex-ministre d'Interior austríac Herbert Kickl i l'eurodiputat Harald Vilimsky (FPÖ).
En la roda de premsa es va presentar el manifest fundacional subscrit pels tres partits inicials en el qual defensen preservar les identitats, tradicions i costums nacionals en el marc d'una herència grecoromana i judeocristiana compartida. Així mateix, apunten a la necessitat d'una major sobirania per als estats membres, la lluita contra la immigració il·legal i una revisió del Pacte Verd Europeu.

## Camí cap al nou grup
Els tres partits fundadors provenien de diferents famílies europees: el Partit de la Llibertat d'Àustria va pertànyer al grup d'extrema dreta Identitat i Democràcia (ID) durant la IX Legislatura, l'ANO 2011 formava part dels liberals Renovar Europa, mentre que Fidesz va marxar del Partit Popular Europeu al 2021, situant-se des de llavors als No Inscrits (NI).
Un cop van anunciar públicament la formació de l'aliança europea, en poc temps s'hi van adherir el Partit Popular Democristià hongarès, aliat tradicional del governant Fidesz que n'era també membre del PPE, els portuguesos Chega!, provinents d'ID, i els espanyols de Vox, que fins llavors eren membres de l'ECR. El 5 de juliol, el mateix dia que es va confirmar el canvi de Vox al nou projecte, també es va confirmar l'entrada del Partit per la Llibertat i l'endemà la del Partit Popular Danès i la d'Interès Flamenc, tots tres d'Identitat i Democràcia, aconseguint definitivament els requisits mínims per tal d'aconseguir el grup propi.
En següents dies es va confirmar l'entrada de Reagrupament Nacional i la Lega, absorbint gairebé la totalitat d'ID i provocant de facto la seva dissolució per a la X Legislatura. També s'incorporaven altres partits menors de Grècia, Txèquia i Letònia, i l'espanyol Vox. En total, la suma d'eurodiputats ascendeix a 84, esdevenint tercera força al Parlament Europeu.

## Partits membres
| Estat         | Partit                                                                  | Partit Europeu | Partit Europeu | Anterior grup | Eurodiputats |
| ------------- | ----------------------------------------------------------------------- | -------------- | -------------- | ------------- | ------------ |
| Àustria       | Partit de la Llibertat d'Àustria Freiheitliche Partei Österreichs (FPÖ) |                | Patriotes.eu   | ID            | 6 / 19       |
| Bèlgica       | Interès Flamenc Vlaams Belang, VB                                       |                | Patriotes.eu   | ID            | 3 / 13       |
| Txèquia       | ANO 2011 Akce nespokojených občanů (ANO)                                |                | Patriotes.eu   | Renew         | 7 / 21       |
| Txèquia       | Jurament i motoristes Přísaha a Motoristé                               |                | Patriotes.eu   | Cap           | 2 / 21       |
| Dinamarca     | Partit Popular Danès Dansk Folkeparti                                   |                | Cap            | ID            | 1 / 14       |
| França        | Reagrupament Nacional Rassemblement National                            |                | Patriotes.eu   | ID            | 30 / 81      |
| Grècia        | La veu de la raó Φωνή Λογικής                                           |                | Patriotes.eu   | Cap           | 1 / 21       |
| Hongria       | Fidesz – Unió Cívica Hongaresa Fidesz – Magyar Polgári Szövetség        |                | Patriotes.eu   | NI            | 10 / 21      |
| Hongria       | Partit Popular Democristià Kereszténydemokrata Néppárt (KDNP)           |                | Cap            | EPP           | 1 / 21       |
| Itàlia        | Lliga Lega                                                              |                | Patriotes.eu   | ID            | 8 / 76       |
| Letònia       | Letònia Primer Latvija pirmajā vietā (LPV)                              |                | ECPM           | Cap           | 1 / 8        |
| Països Baixos | Partit per la Llibertat Partij voor de Vrijheid (PVV)                   |                | Patriotes.eu   | ID            | 6 / 31       |
| Polònia       | Moviment Nacional Ruch Narodowy (RN)                                    |                | Patriotes.eu   | NI            | 2 / 53       |
| Portugal      | Prou! Chega!                                                            |                | Patriotes.eu   | ID            | 2 / 21       |
| Espanya       | Vox                                                                     |                | Patriotes.eu   | ECR           | 6 / 61       |
| Unió Europea  | Total                                                                   | Total          | Total          |               | 86 / 720     |

## Organització

### President
| President       | President | Inici               | Final   | Estat  | Partit                |
| --------------- | --------- | ------------------- | ------- | ------ | --------------------- |
| Jordan Bardella |           | 8 de juliol de 2024 | Present | França | Reagrupament Nacional |

### Direcció
La direcció del grup durant el 10è Parlament Europeu.
| Càrrec               | Membre                | Partit                           | Partit Europeu | Partit Europeu |
| -------------------- | --------------------- | -------------------------------- | -------------- | -------------- |
| President            | Jordan Bardella       | Reagrupament Nacional            |                | Patriotes.eu   |
| Primer Vicepresident | Kinga Gál             | Fidesz                           |                | Patriotes.eu   |
| Vicepresident        | Roberto Vannacci      | Lega                             |                | Patriotes.eu   |
| Vicepresident        | Klára Dostálová       | ANO 2011                         |                | Patriotes.eu   |
| Vicepresident        | Sebastiaan Stöteler   | Partit per la Llibertat          |                | Patriotes.eu   |
| Vicepresident        | António Tânger Corrêa | Chega                            |                | Patriotes.eu   |
| Vicepresident        | Hermann Tertsch       | Vox                              |                | Patriotes.eu   |
| Vicepresident        | Harald Vilimsky       | Partit de la Llibertat d'Àustria |                | Patriotes.eu   |
| Chief Whip           | Anders Vistisen       | Partit Popular Danès             |                | Cap            |
| Tresorer             | Gerolf Annemans       | Vlaams Belang                    |                | Patriotes.eu   |